# Vincenzo Palumbo (politico 1939)
Enzo Palumbo, all'anagrafe Vincenzo (Messina, 23 gennaio 1939), è un politico e avvocato italiano.

## Biografia
Dopo un'intensa attività politica negli anni 60, prima in ambito universitario (Segretario Generale dell’Organismo Rappresentativo degli Universitari Messinesi - ORUM) e poi in quello giovanile (Vice segretario Nazionale della Gioventù Liberale), è stato Consigliere Nazionale e poi membro della Direzione Nazionale e del Comitato Esecutivo del Partito Liberale Italiano; dal luglio del 1985 al maggio del 1986 ha anche ricoperto la carica di Vice Segretario Nazionale del PLI.
Consigliere Comunale di Messina dal 1980 al 1990, nel corso della IX legislatura (1983-1987) è stato Senatore della Repubblica, eletto per il Partito Liberale Italiano  nel Collegio di Messina, quindi Segretario del Consiglio di Presidenza del Senato; in rappresentanza del Parlamento italiano, è stato membro delle Assemblee Parlamentari del Consiglio d'Europa e dell’Unione europea occidentale.
Ha riassunto la sua attività politica in due libri: Un anno a Palazzo Madama, Analisi Trend Editrice, Bologna 1985; Nel palazzo per vostro conto, Bardi Editore, Roma 1987.
Dal 1988 al 1990 è stato membro del Consiglio Superiore della Magistratura (CSM), eletto dal Parlamento; nel 1993 è stato capo dell'Ufficio Legislativo del Ministero per il Coordinamento delle Politiche Comunitarie e per gli Affari Istituzionali con il Ministro Gianfranco Ciaurro.
Nel 1994, con l'avvento della c.d. seconda Repubblica, è tornato alla sua professione di avvocato civilista, che tuttora esercita tra Messina e Roma, senza per questo rinunziare all'impegno politico, con particolare attenzione alle tematiche costituzionali.
Dopo avere fondato nel 2008 la Rete Liberale Siciliana, ha dato un contributo significativo alla rinascita del Partito Liberale Italiano, ed in occasione del XXVII Congresso del Partito (febbraio 2009) è stato eletto Presidente del Consiglio Nazionale e poi Segretario Regionale ed infine Presidente d'Onore del PLI Sicilia.
Nel 2010 ha redatto lo studio preliminare per l'abrogazione referendaria della legge elettorale 270-2005 (c.d. "porcellum") e nel 2011 è stato tra i principali promotori del relativo referendum, ed ha poi fatto parte del collegio di difesa del Comitato Referendario dinanzi alla Corte costituzionale.
Il XXVIII Congresso Nazionale del PLI (marzo 2012) lo ha eletto Presidente Nazionale del Partito. Nell'ottobre del 2013 ha lasciato la Presidenza Nazionale e tutte le altre cariche interne del PLI e ha aderito come membro individuale all'ALDE.
Fa parte del Comitato Giuridico che ha promosso numerosi ricorsi presso Tribunali italiani per sollevare dinanzi alla Corte Costituzionale alcune questioni di legittimità costituzionale della legge elettorale(c. d. “Italicum”) in tale ambito, ha presentato e patrocinato uno dei ricorsi che hanno portato alla sentenza n. 35-2017 che ha dichiarato l’illegittimità costituzionale di parti rilevanti dell’Italicum. 
Fa parte del Direttivo Nazionale del Coordinamento per la Democrazia Costituzionale, ed è stato tra i principali promotori della vittoriosa campagna per il NO al referendum costituzionale del 2016, nel cui ambito ha promosso e presentato il ricorso per contestare la capziosità del quesito referendario; ha poi partecipato attivamente alla campagna referendaria del 2020 per il NO alla riduzione del numero dei parlamentari.
È membro dell'Ufficio di Presidenza dell’Associazione degli ex parlamentari italiani.
Fa parte del Comitato Giuridico della Fondazione Luigi Einaudi di Roma.
È editorialista della storica rivista Critica Liberale e Non Mollare.
Da ultimo, ha ripercorso le sue esperienze universitarie, a cavallo degli anni '60, nel libro autoprodotto "Goliardia e Politica nell'Università di Messina", una miscellanea di ricordi degli studenti universitari di allora, curato insieme a Mauro Rechichi e Pippo Rao, anch'essi antichi goliardi dell'Ateneo messinese.
Dal 5 gennaio 2018 è Presidente di Rete Liberale per la Democrazia Liberale, un'associazione da lui fondata insieme a molti liberali siciliani; il 4 dicembre 2021 l'Assemblea Straordinaria dei soci promotori ha deliberato la trasformazione dell'Associazione in partito politico nazionale, col nome di Democrazia Liberale, confermando Enzo Palumbo alla Presidenza ed eleggendo come Segretario Nazionale l'imprenditore Marco Montecchi di Roma, che si è poi dimesso ed è stato sostituito dall'on. Fabio Gava di Padova, mentre l'avv. Alberto Marchetti di Roma è stato nominato vice segretario nazionale e segretario organizzativo. Il 12 aprile 2024  Democrazia Liberale ha stipulato un accordo politico con la Federazione "Azione-Popolari Europeisti Riformatori", e In vista delle elezioni europee del 2024 ha aderito alla lista SIAMO EUROPEI promossa da Azione con Team K, Movimento Repubblicani Europei, Partito Repubblicano Italiano, Popolari Europeisti Riformatori, Piattaforma Civica Popolare Riformatrice, Associazione Socialista Liberale e NOS.
Il 17 aprile 2024 ha promosso la costituzione del Comitato Referendario per la Rappresentanza (Co. Re. Ra.) con lo scopo di proporre la parziale abrogazione dell'attuale legge elettorale per la Camera e per il Senato (il c. d. Rosatellum), ne è stato eletto vice presidente e il 24 aprile, insieme alla Presidente del Comitato on. Elisabetta Trenta e ad altri membri del Comitato, ha depositato in Cassazione quattro quesiti referendari pubblicati lo stesso giorno sulla Gazzetta Ufficiale della Repubblica, Serie Generale, n. 96 (pagg. 50-53).
Dal 18 giugno 2024 è membro del Consiglio Regionale dei Beni Culturali e Ambientali della Regione Siciliana, in rappresentanza dell'avvocatura siciliana.